# Ralph Kirby
Ralph Kirby   (Bordesley Green, abril 1884 - Middlesex, 9 d'abril de 1946), de nom complet Conyers 'Ralph' Kirby, va ser un jugador i entrenador anglès que va entrenar al Club Esportiu Europa, el Futbol Club Barcelona i l'Athletic Club.

## Carrera com a entrenador

### CE Europa
El 16 d'agost del 1922, Ralph Kirby va arribar al Club Esportiu Europa. Aquesta nova incorporació va venir per part d'una recomanació del secretari tècnic del Middlesex Wanderers al president del club, Joan Matas. Tanmateix, Kirby no era la primera opció per a la baqueta, ja que la directiva europeista s'havia plantejat el fitxatge de George Holley, exjugador del Sunderland AFC i internacional per Anglaterra, però mai va arribar a ser-ne l'entrenador. Kirby va ser el primer tècnic del club escapulat.
Amb les diverses millores que havia efectuat l'entrenador anglès a l'equip, el CE Europa va aconseguir el Campionat de Catalunya de 1922/1923, i el subcampionat de Copa d'Espanya de 1923 contra l'Athletic de Bilbao (0-1) al Camp de Les Corts, Barcelona. Va dirigir l'Europa en 34 partits oficials, amb 21 victòries 5 empats i 8 derrotes.
La marxa d'en Kirby va estar envoltada de polèmica. Mentres s'estava disputant el Campionat de Catalunya, va ser cessat a finals de novembre del 1924 i, unes setmanes després, va acabar fitxant pel FC Barcelona.
Durant la seva etapa a l'Europa, va insistir en el fitxatge d'un jove davanter originari de Calanda, Manuel Cros. Aquest jugador acabaria sent el màxim golejador del club.

### FC Barcelona
El president Arcadi Balaguer va fitxar l'1 de desembre del 1924 aquest entrenador de gran prestigi internacional per al FC Barcelona, tot substituint l'hongarès Jesza Poszony. Balaguer tenia la intenció de fer un equip campió. No obstant això, les coses no van funcionar massa bé. Kirby tenia dificultats per a fer-se entendre per uns jugadors que no estaven acostumats a la rigidesa i duresa dels seus mètodes.
Malgrat tot, l'equip va conquistar aquella temporada els dos títols en joc, la Copa d'Espanya i el Campionat de Catalunya. En la Copa, el Barcelona va superar el Reial Madrid en quarts de final (1-5 a Madrid i 3-0 a Barcelona) i a l'Atlètic de Madrid en una emocionant final disputada el 16 de maig del 1926 a València, en la qual Samitier, Just i Alcántara, van remuntar els dos gols inicials dels madrilenys.
Durant la seva etapa a la banqueta, es va fitxar la primera figura estrangera del club, l'uruguaià Héctor Pedro Scarone, considerat en la seva època el millor futbolista del món, encara que no va arribar a integrar-se i tan sols va jugar 10 partits. Kirby va ser el quart tècnic que va ocupar la banqueta blaugrana.
La temporada següent, el club va decidir substituir Kirby per un altre tècnic anglès, Jack Domby.

## Palmarès
- 1 Copa d'Espanya 1925-26
- 2 Campionats de Catalunya: 1922-23, 1925-26